# از کف می‌دهم
«از کف می‌دهم» (انگلیسی: Slipping Through My Fingers) ترانه‌ای از ابرگروه سوئدی موسیقی پاپ آبا است که در سال ۱۹۸۲ منتشر شد. خوانندهٔ اصلی این ترانه آنگنیه‌تا فلتسکوگ است. این ترانه دربارهٔ حسرت یک مادر از بزرگ شدن دخترش و کمبود فرصتی است که می‌توانند با هم سپری کنند، زیرا دختر به دانشگاه می‌رود.

## گواهینامه‌ها
| منطقه                                   | گواهی | واحد گواهی‌شده/فروش |
| --------------------------------------- | ----- | ------------------ |
| بریتانیا (بی‌پی‌آی)                       | نقره  | ۲۰۰٬۰۰۰            |
| رقم فروش+پخش جاری تنها بر پایهٔ گواهی‌ها. |       |                    |